# Silke Bachmann
Silke Bachmann, italijanska alpska smučarka, * 21. februar 1971, Termeno, Italija.
Nastopila je na Olimpijskih igrah 2002, kjer je dosegla šestnajsto mesto v veleslalomu in osemnajsto v slalomu. V dveh nastopih na svetovnih prvenstvih je najboljšo uvrstitev dosegla leta 2001, ko je bila štirinajsta v veleslalomu. V svetovnem pokalu je tekmovala devet sezon med letoma 1997 in 2005 ter dosegla eno uvrstitev na stopničke v veleslalomu. V skupnem seštevku svetovnega pokala je bila najvišje na 39. mestu leta 2000, ko je bila tudi dvanajsta v veleslalomskem seštevku.